# Fat Mike

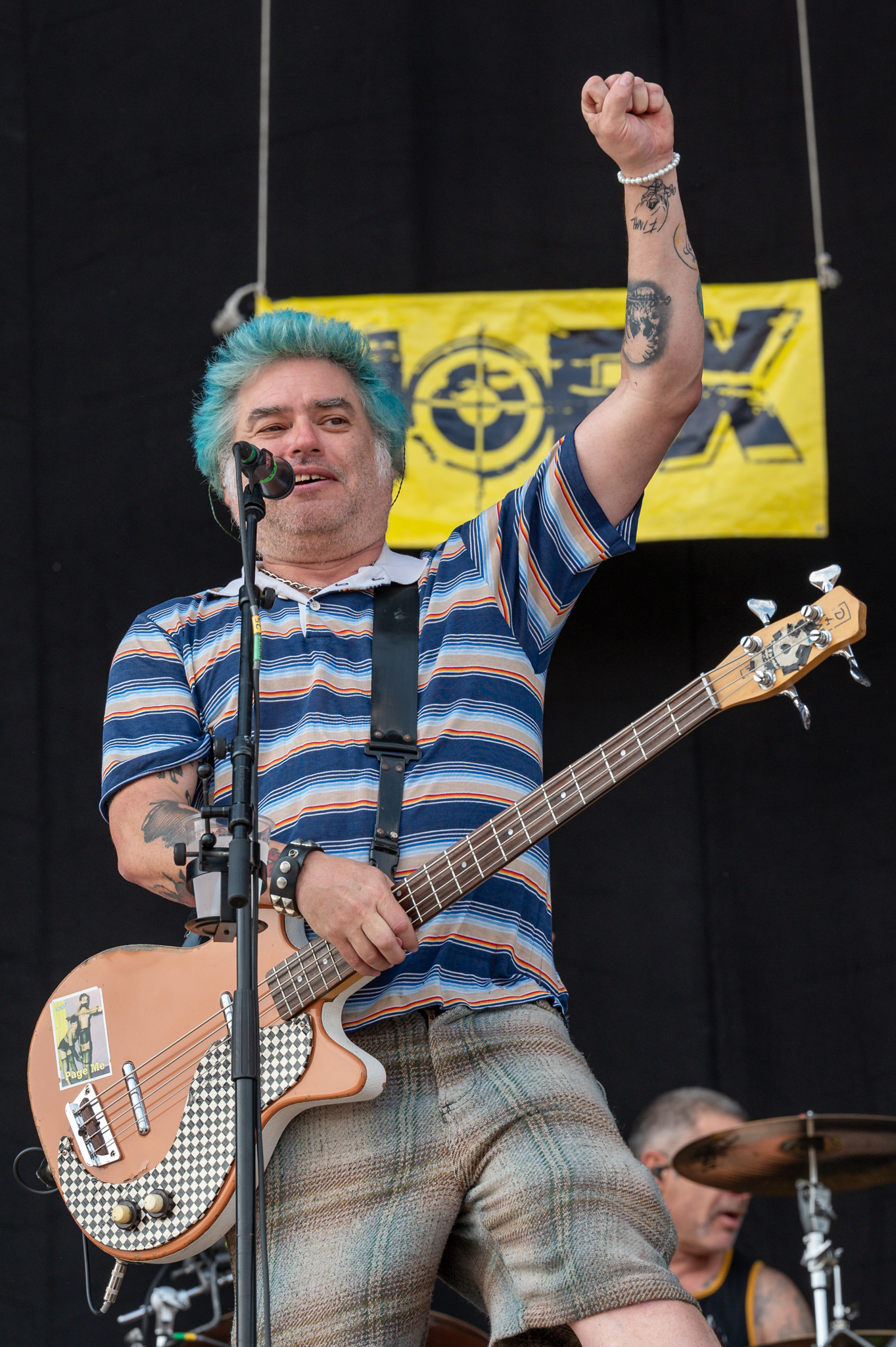
Fat Mike, Rock im Park 2023

Fat Mike mit NOFX, Dirt Session 2009 in Duisburg

Fat Mike (* 16. Januar 1967 in Boston, Massachusetts; mit bürgerlichem Namen Michael John Burkett) ist ein US-amerikanischer Musiker und Produzent. Er wurde bekannt als Sänger und Bassist der Punk-Band NOFX.

## Werdegang
Zum bewussten Konsum von Musik gelangte Michael Burkett, als er die fünfte Schulklasse besuchte, durch den Soundtrack des Films The Rocky Horror Picture Show, dessen Tonspur er mit einem Kassettenrekorder aufnahm, den er vor den Lautsprecher des heimischen Fernsehgeräts hielt, um die Musik aus dem Film ständig auf Kassette hören zu können. Eine 17-jährige Nachbarin, die nahe dem Apartment seines Vaters wohnte, brachte ihm Rockbands wie Rush, Led Zeppelin und Black Sabbath näher. Während seiner Highschool-Zeit war Mike Burkett als DJ für den schuleigenen Radiosender tätig, als Radiomoderator nannten ihn alle „Mike Misfit“. Als Schüler jobbte Mike Burkett als Kurier für eine Apotheke und belieferte etwa Sammy Davis Jr., Johnny Carson und Elizabeth Montgomery mit Medikamenten. Bevor Mike zum College ging, wo er im Hauptfach Sozialwissenschaft und im Nebenfach Sexualwissenschaft studierte, war er recht dünn und schmächtig, danach hatte er jedoch, aufgrund einer unbegrenzten universitären Verpflegungskarte, auf ein Körpergewicht von 73 Kilogramm zugenommen, woraufhin ein Mitglied der Punk-Rock-Band Subculture, mit der NOFX auf Tournee waren, den Spitznamen „Fat Mike“ gab – ungeachtet des für einen jungen Mann weiterhin geringen Körpergewichts. Bevor er 1983 zusammen mit Erik Sandin und Eric Melvin die Band NOFX gründete, war er Mitglied der Musikgruppe False Alarm. Bis heute spielt er auch in der Band Me First and the Gimme Gimmes. Außerdem ist er unter dem Pseudonym „Fat McMichael“ als Gastmusiker auf der CD 10.000 Shots der Gruppe Real McKenzies zu hören. Als sich Fat Mike in einer tiefen Sinnkrise befand und kurz davor stand, NOFX nach ihrer ersten Europatournee im Sommer 1988 wegen Erfolglosigkeit aufzulösen, um zukünftig beruflich als Roadie für Operation Ivy statt als aktiver Musiker zu arbeiten, hörte er sich das damals gerade erschienene Album Suffer von Bad Religion an, das mit seiner melodischen Mischung aus poppigem Punk und Hardcore auf ihn höchst inspirierend wirkte. Von diesem Erweckungserlebnis fühlte sich Fat Mike dazu motiviert, die musikalischen Fähigkeiten von NOFX zu verbessern, um etwas qualitativ Vergleichbares hervorzubringen wie Bad Religion mit der Platte Suffer. In der Folge produzierte Brett Gurewitz, der Gitarrist von Bad Religion, das 1988 erschienene Debütalbum Liberal Animation von NOFX. Darüber hinaus bot Gurewitz an, das erste NOFX-Album auf seinem Label Epitaph Records zu veröffentlichen, doch Fat Mike zog es vor, dafür ein eigenes Label namens Colossal Wassail zu gründen. Das Budget für das Debütalbum lag bei 675 Dollar, die Fat Mike bezahlte, und wurde innerhalb von drei Tagen aufgenommen, mit einer gepressten Startauflage von 2.000 Exemplaren. Zu diesem Zeitpunkt entwickelte sich Fat Mike zum Bandchef von NOFX, da er deutlich weniger Alkohol als seine Bandkollegen trank, noch keine Drogen konsumierte und darum über den nötigen klaren Kopf verfügte, um Auftritte zu buchen und den Kontakt zu Promotern zu halten. Jahre später, als der kommerzielle Erfolg von NOFX stieg, verkaufte Fat Mike die Rechte an dem Album Liberal Animation für 50.000 Dollar an Epitaph Records.
In Bezug auf seine Sexualität ist Fat Mike bekennender Fetischist und Liebhaber von BDSM, wobei er sich besonders von dominanten sadistischen Frauen angezogen fühlt. Diese Seite seiner Persönlichkeit verarbeitet er häufig in von ihm geschriebenen Songtexten, zum Beispiel geht der Titel des 1989 erschienenen NOFX-Albums S&M Airlines, auf dessen Cover eine überdimensionale Peitsche schwingende Domina auf einem Flugzeug reitet, auf seinen Einfall zurück. Im Videoclip zum Titelsong S&M Airlines, das der damals noch unbekannte Regisseur Gore Verbinski, der später große Erfolge mit dem Horrorfilm Ring von 2002 und dem Piratenfilm Fluch der Karibik von 2003 feierte, mit der Punk-Band drehte, tritt neben den Musikern eine junge Domina mit Peitsche und schwarzer Ledermütze auf. Die Filmaufnahmen auf dem Rollfeld, auf dem die Punk-Band im Videoclip spielt, fanden auf dem Flugplatz Edwards Air Force Base statt. In dem Song Hot Dog in a Hallway, der sich auf dem Album Heavy Petting Zoo von 1996 befindet, singt Fat Mike über eine stark übergewichtige Frau, deren Arme dicker sind als seine Beine (engl. Songtext: „Her arms are bigger than my legs“), weshalb ihm die Luft wegbleibt, wenn sie ihn in die Arme schließt, und in die er sich deshalb verliebt. Der Songtext von I'm a Transvest-lite, zu finden auf dem Album First Ditch Effort von 2016, handelt von dem gesellschaftlichen Tabu, als Mann Frauenkleidung zu tragen. Wegen dieses Faibles richtete er sich in der Garage eines Wohnhauses, das sich Fat Mike mit seiner damaligen Frau Erin 1996 kaufte, ein separates SM-Zimmer ein. Nach der Scheidung von seiner Ehefrau Erin im Januar 2010 ging Fat Mike eine dominant-devote Beziehung mit einer Domina namens Göttin Soma ein. In dieser Paarkonstellation nahm Fat Mike die Rolle des sich unterwerfenden Subs ein. Zusammen mit anderen SM-Liebhabern gründeten Fat Mike und Soma eine BDSM-Wohngemeinschaft in einem gemieteten Haus auf einem Hügel in der Stadt La Cañada Flintridge, die sich nach einem Jahr wieder auflöste. Gemeinsam mit Freunden besuchten Fat Mike und die Domina Soma das BDSM-Festival Folsom Street Fair in San Francisco, um dort verschiedene amouröse Abenteuer zu erleben. In der NOFX-Autobiographie Die Hepatitis-Badewanne ist ein ganzseitiges schwarzweißes Foto veröffentlicht, auf dem Fat Mike in einem niedrigen Käfig eingesperrt ist und Domina Soma breitbeinig mit einer Gerte in den Händen über ihm steht. Zudem brachte ihm seine Lebensgefährtin Soma bei, seinen bislang unterdrückten Fetisch auszuleben, Frauenkleider in der Öffentlichkeit zu tragen.
1991 gründete Fat Mike sein eigenes Label Fat Wreck Chords, welches er zusammen mit seiner Exfrau Erin leitet. Das Startkapital von 20.000 Dollar für die Label-Gründung lieh er sich von seinem Vater Paul, der beruflich als Schuhverkäufer oft auf Geschäftsreise war und zu dem Fat Mike ein angespanntes Verhältnis hatte. Er ist auch der Organisator der Musikprojekte Rock Against Bush und Punk Voter, eine politische Internetseite, die junge Menschen argumentativ dazu bewegen sollte, während der US-Präsidentschaftswahl 2004 gegen den republikanischen Amtsinhaber George W. Bush zu stimmen, sowie Herausgeber des Musikmagazins PunkRock Confidential. Bei einem Wahlkampfbrunch 2004 lernte Fat Mike John Kerry kennen, den demokratischen Herausforderer von US-Präsident George W. Bush der damaligen amerikanischen Präsidentschaftswahl, und überreichte ihm persönlich eine Rock against Bush-CD, worüber sich Kerry gefreut habe. Im Vorfeld hatte Fat Mike im für die Demokraten wichtigen Swing State Ohio den Wahlkampf von John Kerry unterstützende Zeitschriftenwerbung veröffentlicht und Plakate hängen lassen, im Spendenwert von einer Million Dollar, woraufhin es zu dem Treffen zwischen Fat Mike und John Kerry kam. Der Bassist Billy Gould von Faith No More und der Gitarrist Noodles von The Offspring unterstützten die politische Kampagne von NOFX gegen US-Präsident Bush mit einer Spende von jeweils 10.000 Dollar. Außerdem war Fat Mike bei Bands wie The Dance Hall Crashers, Mad Caddies, Lagwagon und Lunachicks als Produzent tätig und besitzt ein Tonstudio.
Er ist der Erfinder des Ausdrucks „Nawesome“, der das Gegenteil von „awesome“ (großartig, toll) bedeuten soll. Fat Mike lebt in San Francisco, Kalifornien. Von 1993 bis 2010 war er mit seiner Ehefrau Erin verheiratet. Das Paar hat eine Tochter, die 2004 geborene Darla. Seine Tochter erhielt ihren Vornamen nach der Lieblingsfigur von Fat Mike in der TV-Serie Die kleinen Strolche. Als die Grundschulklasse von Darla mal Berufstag feierte und alle Väter einlud, im Unterricht ihre berufliche Tätigkeit vorzustellen, besuchte Fat Mike die Klasse mit einer Gitarre und spielte den Kindern den eigens von ihm für diesen Anlass komponierten Song I Don't Wanna Go To School vor. In der NOFX-Autobiographie Die Hepatitis-Badewanne ist ein schwarzweißes Foto von Fat Mike mit seiner Tochter Darla abgedruckt, das bei diesem schulischen Berufstag entstand.
Während der ersten Europatournee mit seinem Nebenprojekt Me First and the Gimme Gimmes 1999, als die Combo in Berlin gastierte, begann Fat Mike auf einer dortigen After-Show-Party mit dem regelmäßigen Konsum von Kokain, indem er mit Gitarrist Chris Shiflett, der zudem Mitglied der Foo Fighters ist, die ganze Nacht lang Koks-Linien zog. Darüber hinaus war Fat Mike ab 1994 zeitweise abhängig von Medikamenten wie Vicodin und Valium. Das Vicodin hatte er ursprünglich als Schmerzmittel nach einer Knie-Operation wegen eines gerissenen Kreuzbands verschrieben bekommen.
2014 begann er mit der Arbeit an einem Modelabel namens Fatale Design, das sich darauf spezialisiert, hat Dessous für Männer zu produzieren. Die von der Designerin Jessica Louise entworfenen Produkte kamen 2018 auf den Markt.
2019 veröffentlichte er unter dem Namen Cokie the Clown sein Soloalbum You're Welcome. Dieses Alter-Ego entstand bereits 2009 im Zuge der NOFX-B-Seite Cokie the Clown (geschrieben und veröffentlicht während der Aufnahmen zum Album Coaster) mit der Intention Burketts Image als scherzhaften Punkmusiker durch das Darstellen der ungeschönten Schattenseiten seiner Karriere zu unterwandern. Bei einer Cokie-Soloshow in Texas erhielt er bereits zum selben Zeitpunkt Hausverbot eines Clubs, da er einigen Publikumsmitgliedern seinen eigenen Urin unter dem Vorwand es handele sich um Tequila zum Trinken verabreicht hatte. You're Welcome ist diesem Image entsprechend lyrisch deutlich düsterer gehalten als NOFX und musikalisch kein Punkrockalbum.
2022 gründete Burkett gemeinsam mit Brett Gurewitz, Kevin Lyman und Tony Hawk in Las Vegas das Punk Rock Museum, ein Museum für die Geschichte des Punkrock, das im Januar 2023 für den Publikumsverkehr öffnen soll.
Fat Mike ist Atheist. Genau wie der NOFX-Gitarrist Eric Melvin ist Fat Mike jüdischer Abstammung, wobei seine Eltern keine orthodoxen Juden waren, deshalb hat Fat Mike in seiner Jugend keine Bar Mitzwa gefeiert. Auf das Jüdischsein von Fat Mike und Eric Melvin spielt der Titel des NOFX-Albums White Trash, Two Heebs and a Bean von 1992 an. Nach eigenen Worten legt Fat Mike, wie er in dem Buch Die Hepatitis-Badewanne darlegt, keinen Wert auf materiellen Besitz, weshalb er keine teuren Gitarren spielt. Sein Geld als erfolgreicher Punk-Rock-Musiker investiert er stattdessen in „gutes Essen und Spaß mit Freunden“.

## Diskographie

### Mit NOFX
siehe NOFX

### Mit Me First and the Gimme Gimmes
siehe Me First and the Gimme Gimmes

### Als Cokie the Clown
- 2019: You’re Welcome

### Solo
- 2023: Fat Mike Gets Strung Out